# Aeroportul Costa Esmeralda
Aeroportul Costa Esmeralda (IATA: ECI, ICAO: MNCE) este un aeroport din Tola⁠(d), Departamentul Rivas, Nicaragua ce deservește zona Tola⁠(d).
Situat la o altitudine de 65 m, aeroportul dispune de 1 pistă.

## Infrastructură

### Piste
Aeroportul dispune de o singură pistă. Pista 03/21 are suprafața de asfalt. 